# Pinnatella uroclada
Pinnatella uroclada är en bladmossart som beskrevs av Johannes Enroth 1992. Pinnatella uroclada ingår i släktet Pinnatella och familjen Neckeraceae. Inga underarter finns listade i Catalogue of Life.